# واخنینگن
واخنینگن (به هلندی: Wageningen)‏ (تلفظ هلندی: [ˈʋa:ɣənɪŋə(n)] ()) شهری کوچک و تاریخی است که در استان خلدرلاند در مرکز کشور هلند واقع شده‌است.
جمعیت این شهر در حدود ۳۰٬۰۰۰ نفر است که از این میان عدهٔ زیادی را دانشجویان، استادان و کارمندان دانشگاه تشکیل می‌دهند. بیشتر شهرت واخنینگن به سبب وجود دانشگاه و مرکز پژوهشیِ واخنینگن است. شعار «واخنینگن، شهر علوم زیستی» بر تابلوهای خوش‌آمدگوییِ ورودی‌های شهر نقش بسته‌است.

## نگارخانه

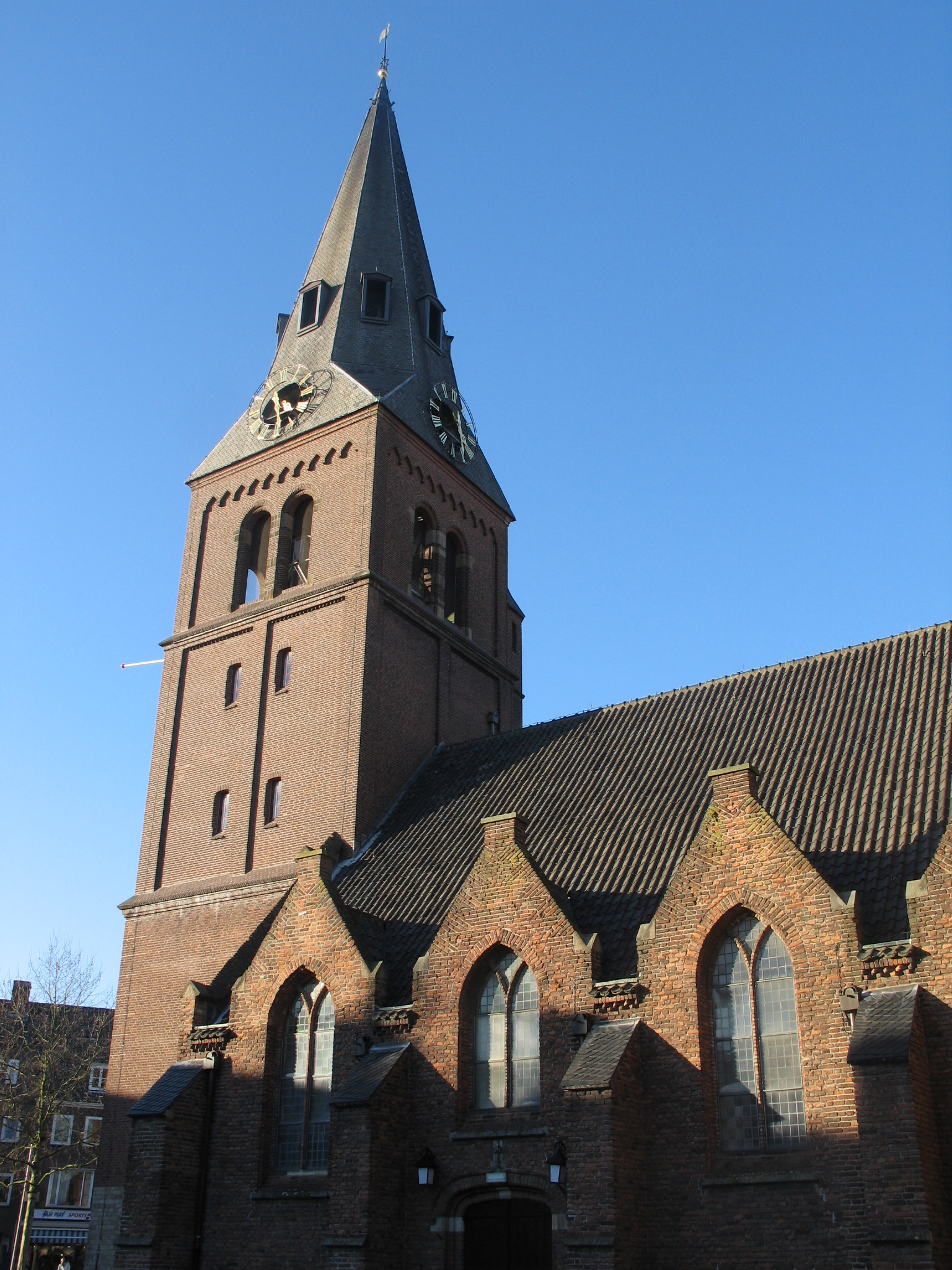
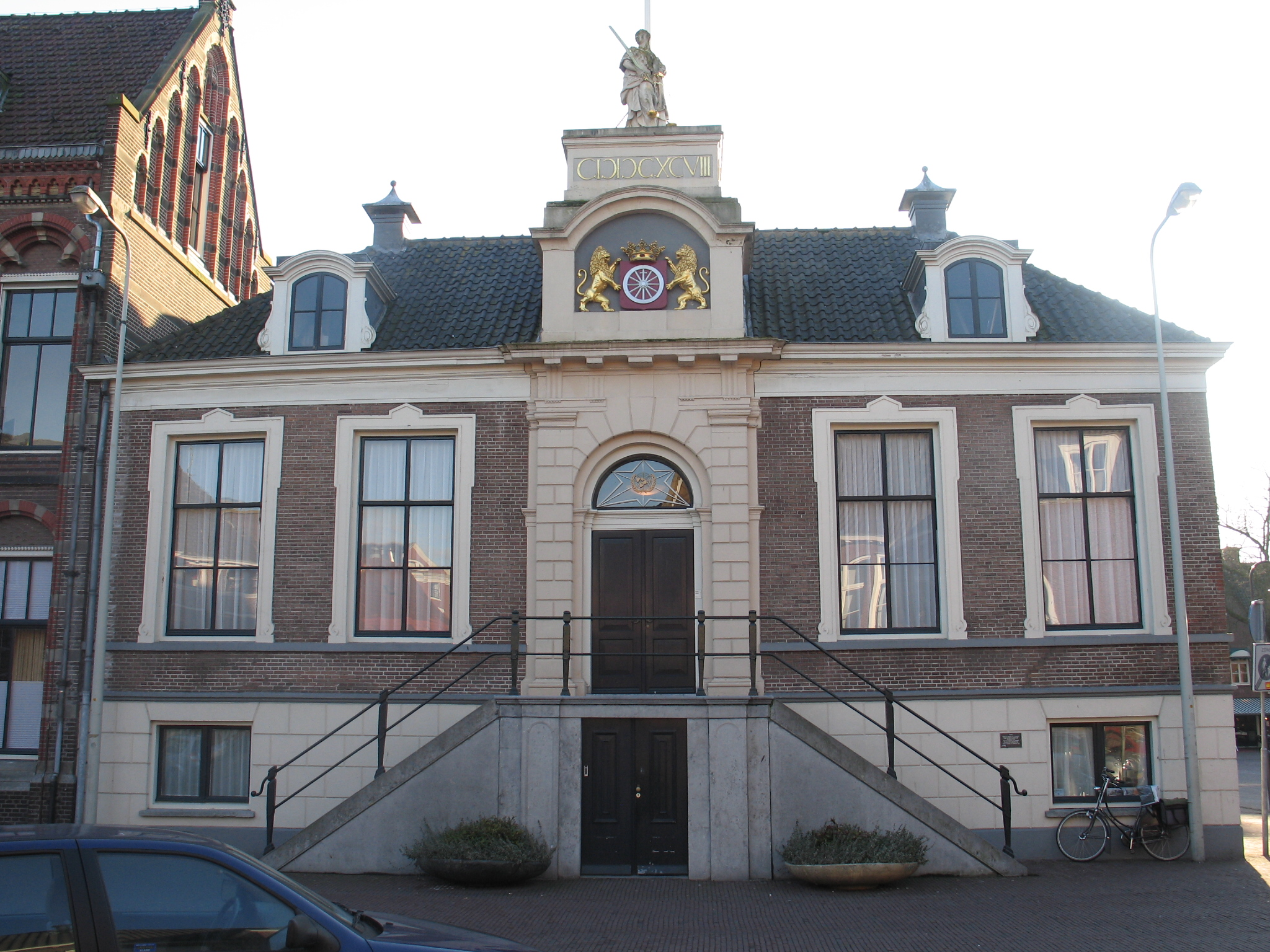
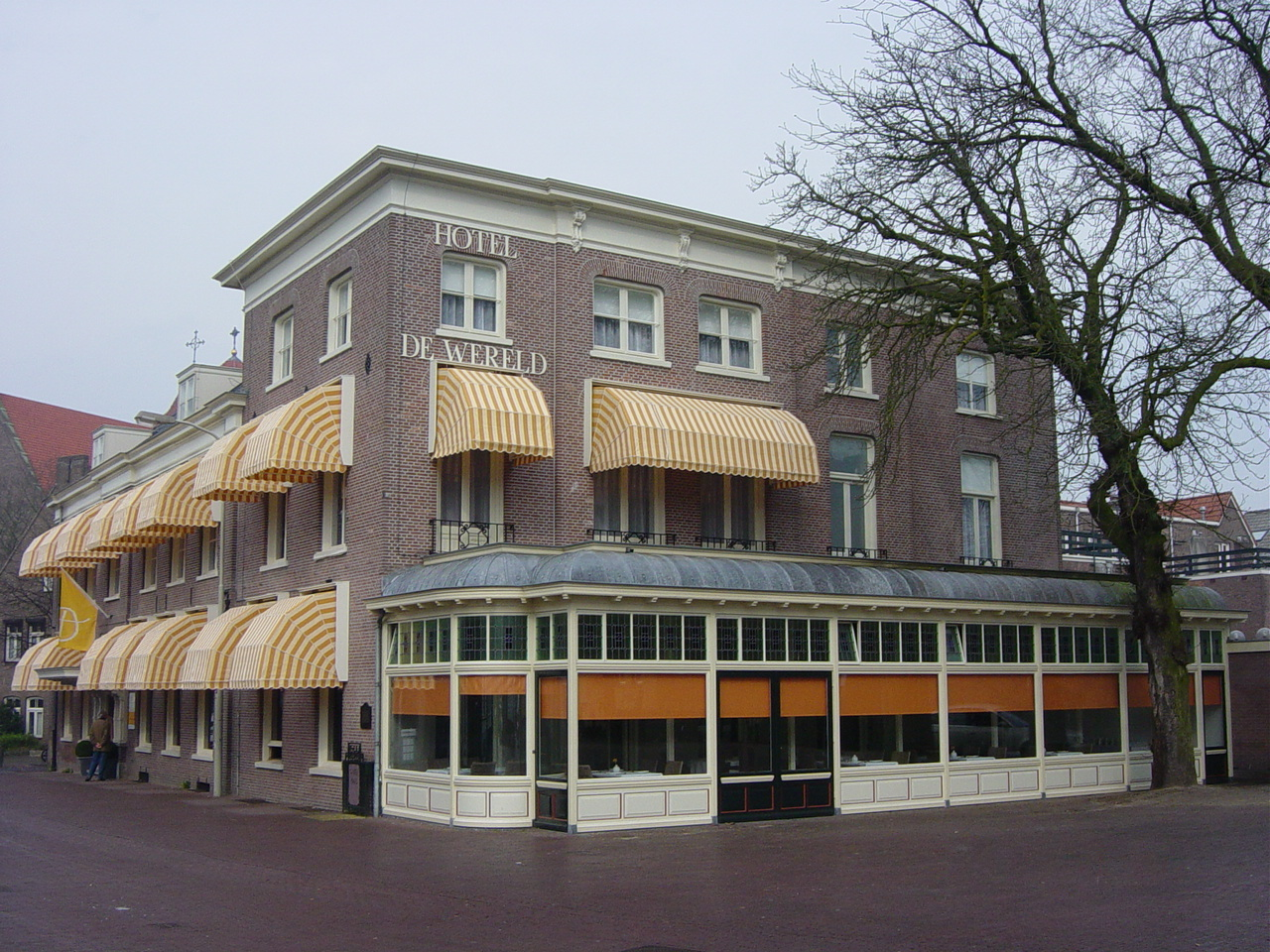
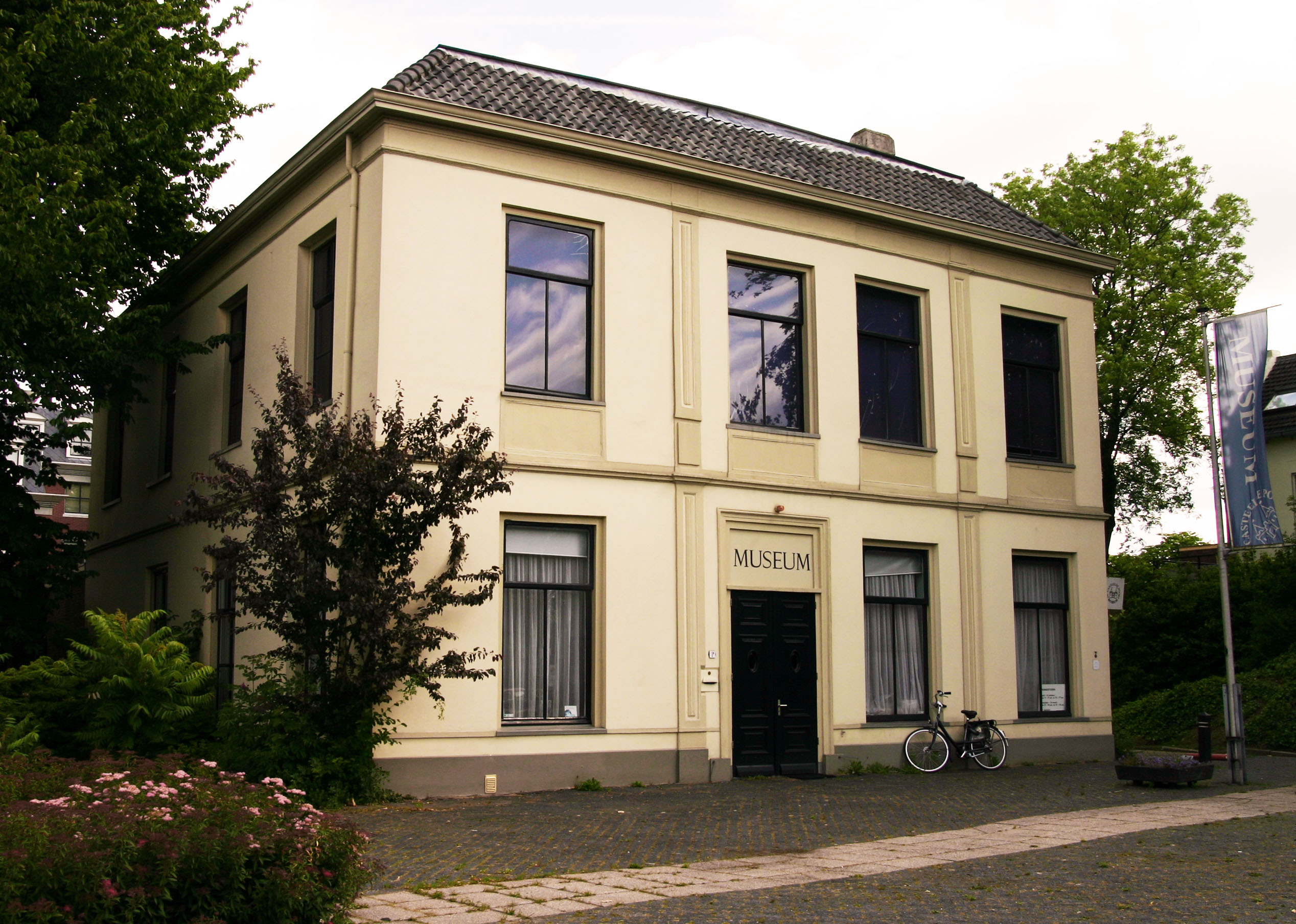
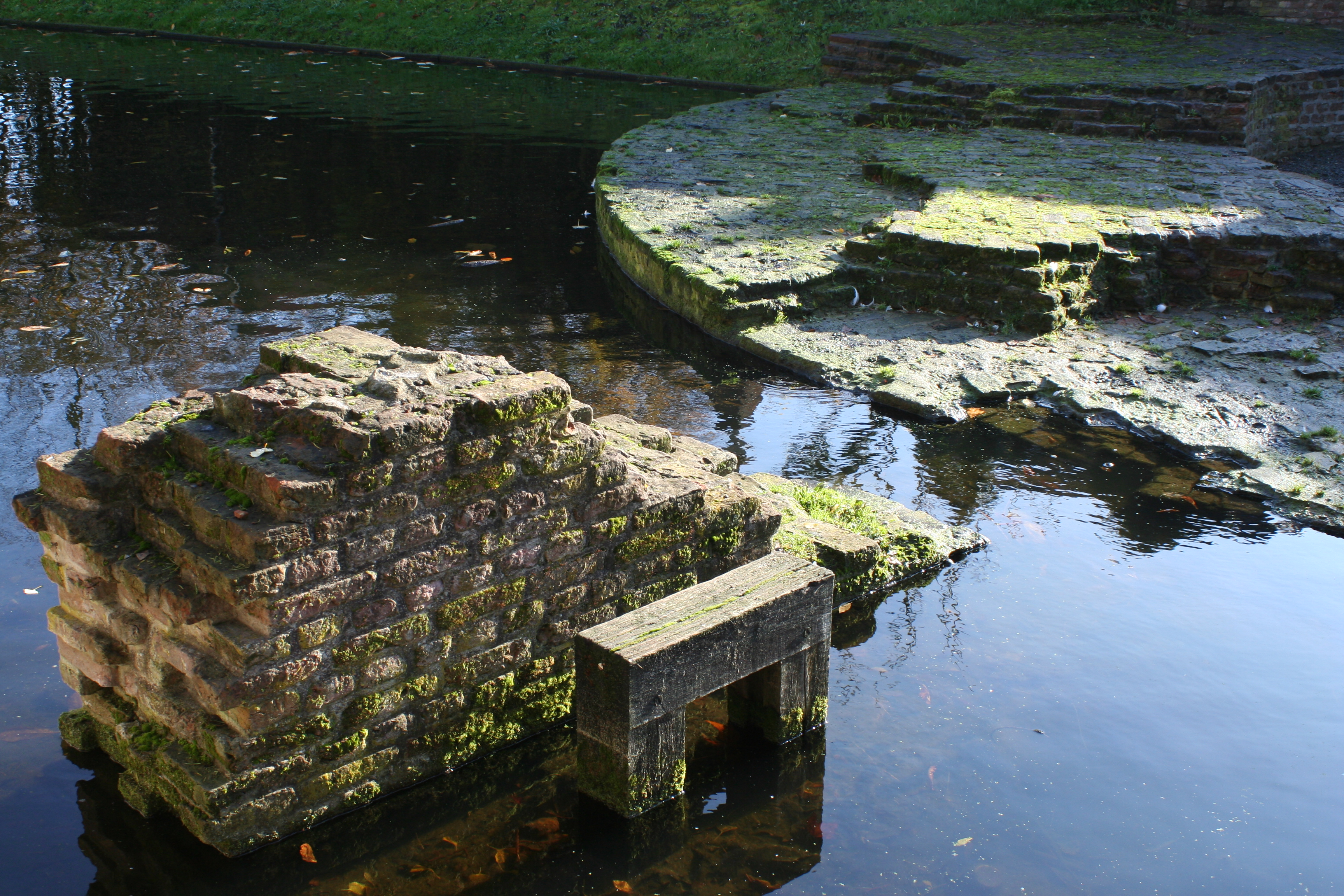
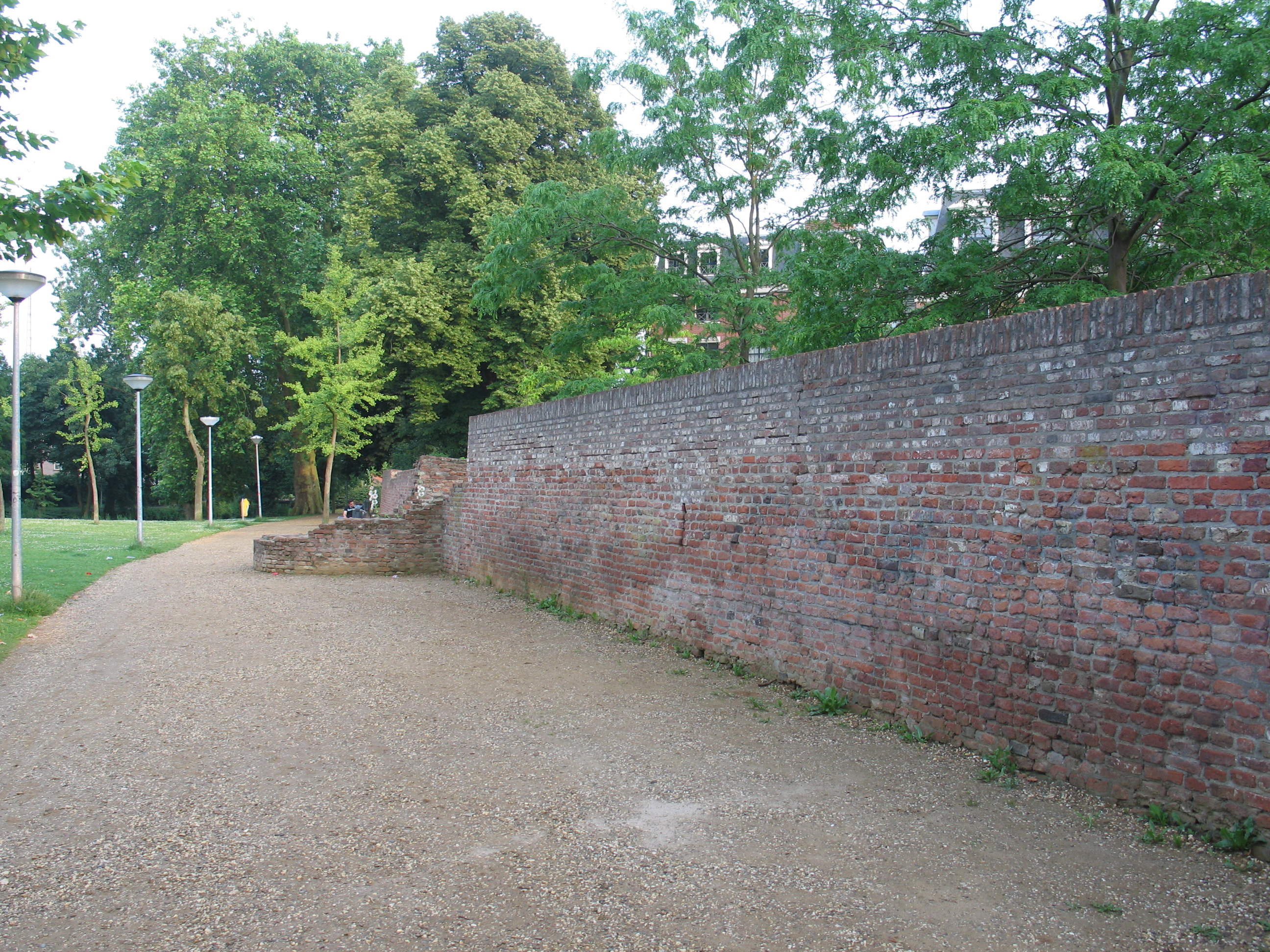
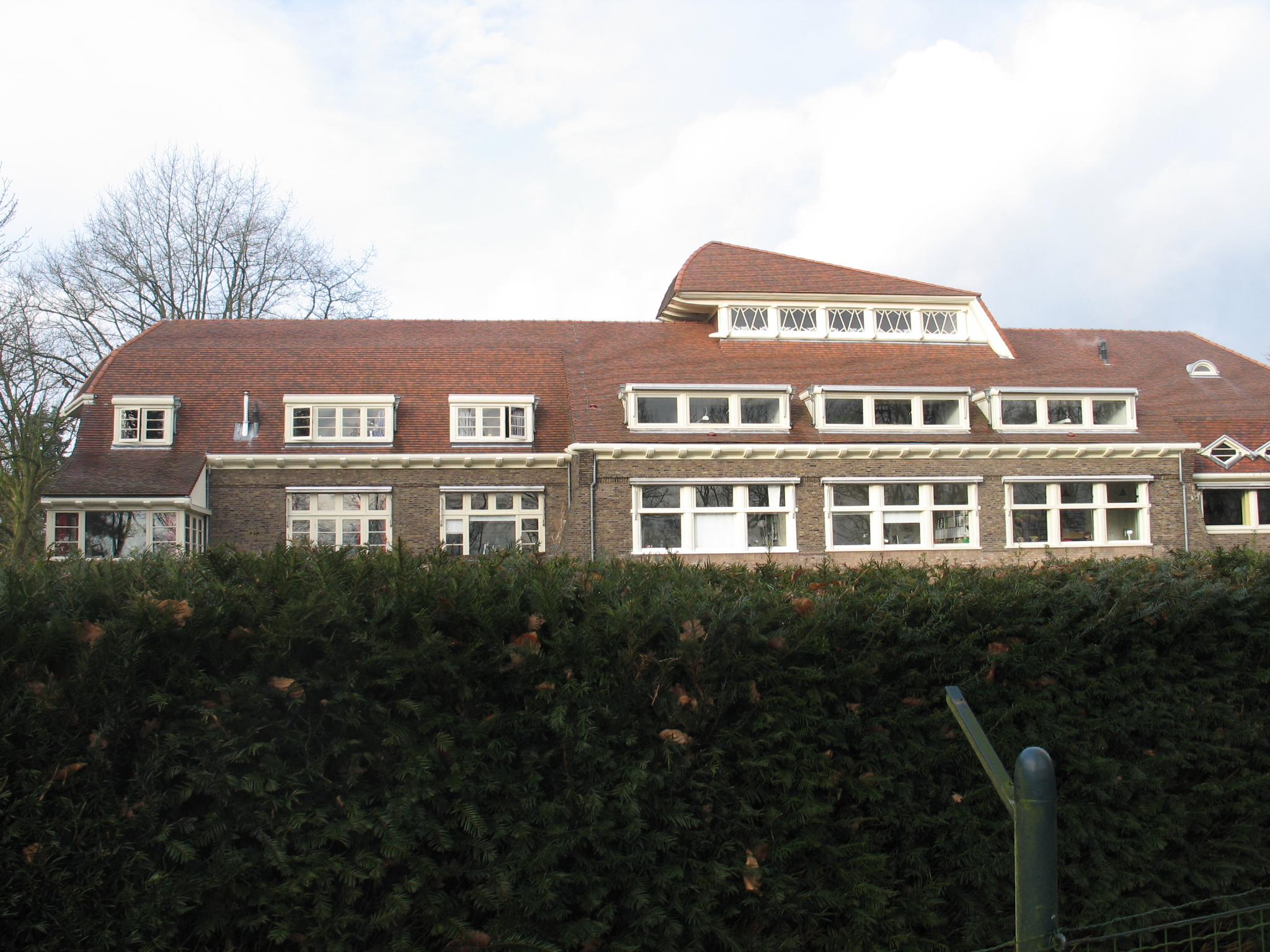
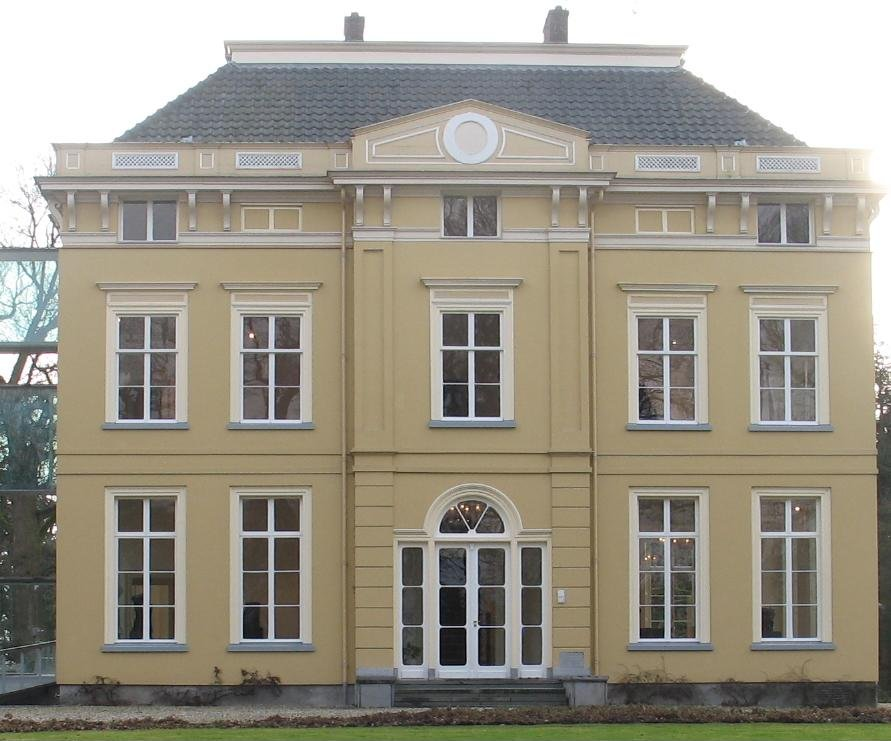
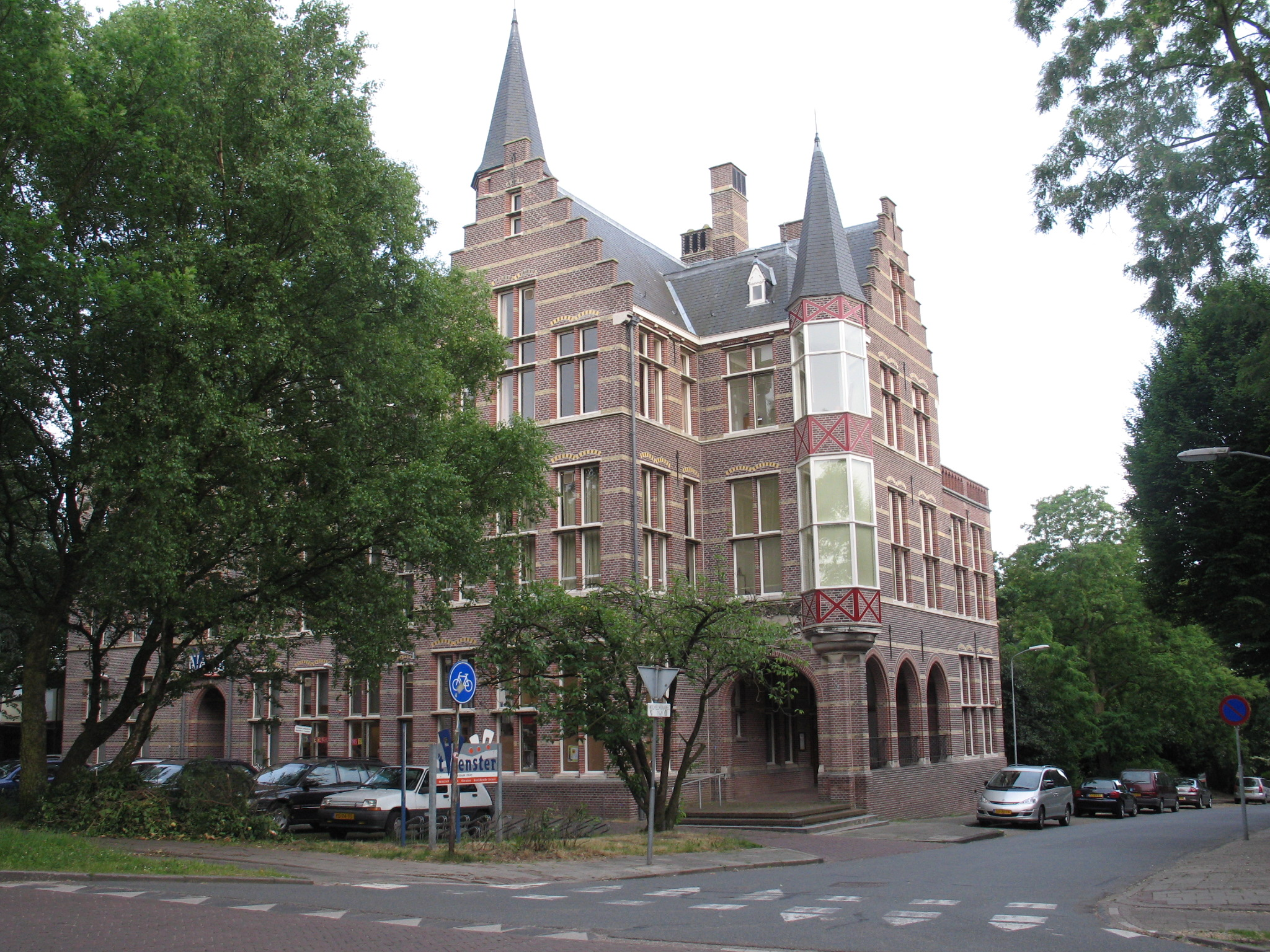
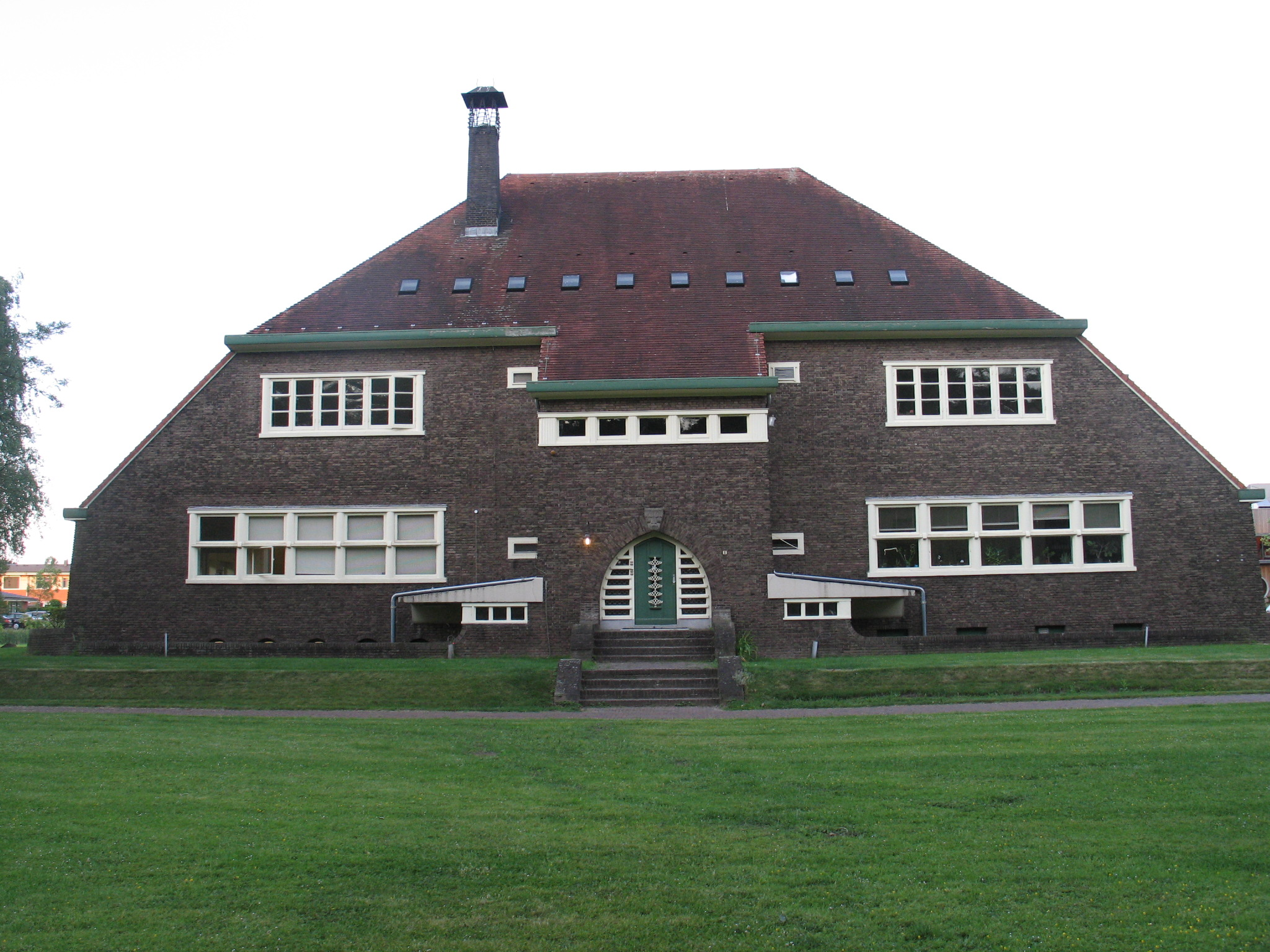
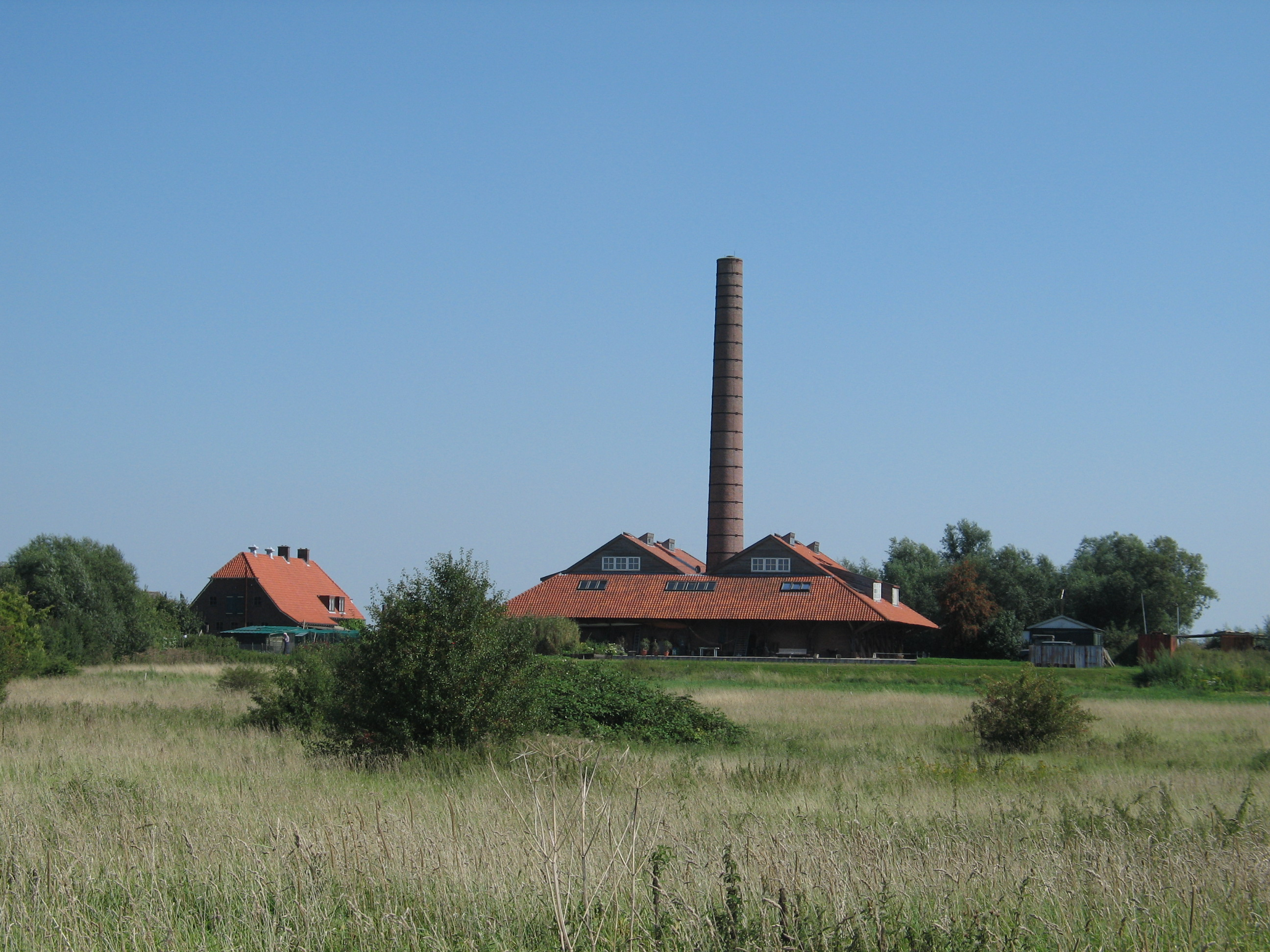
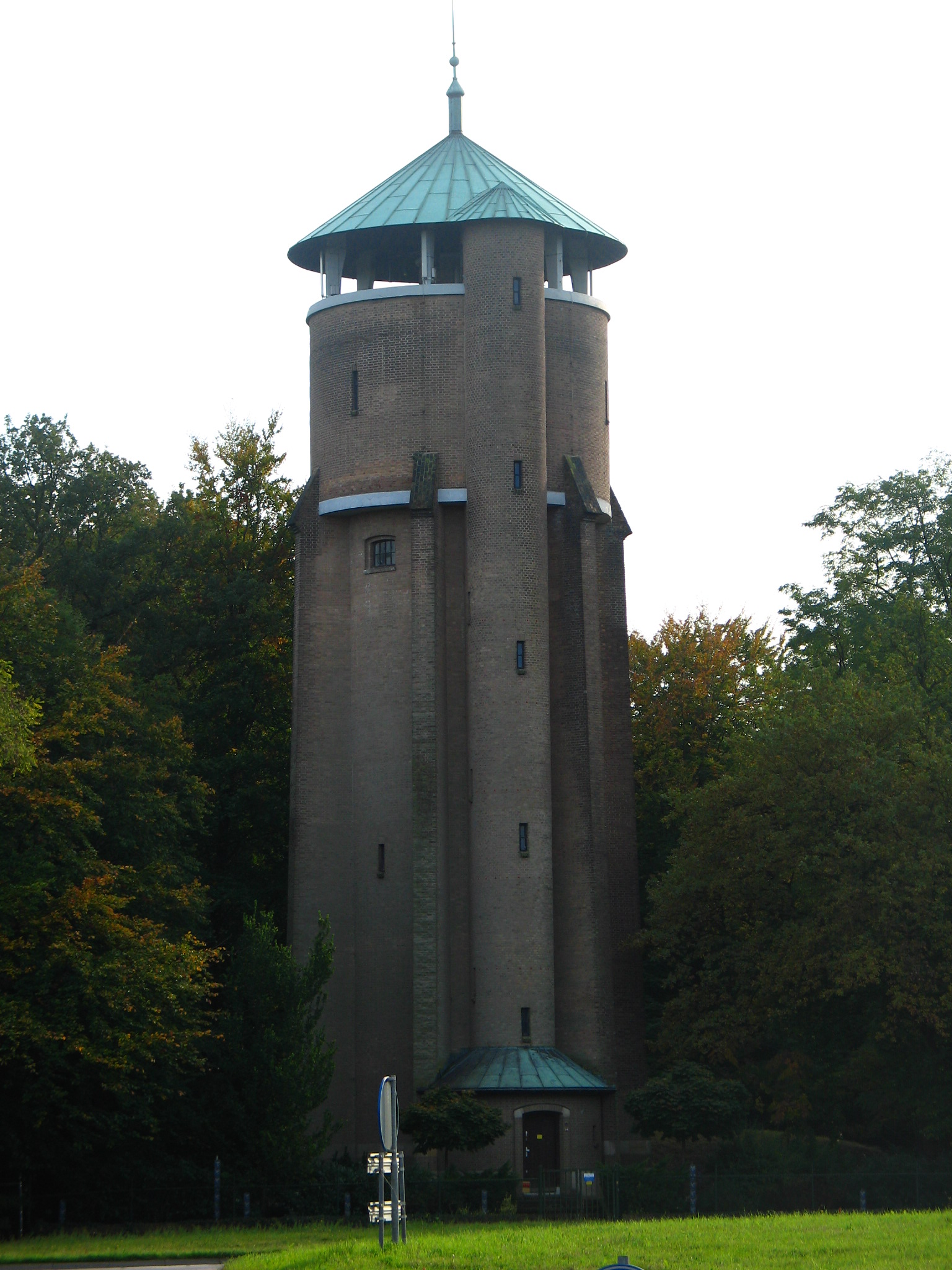
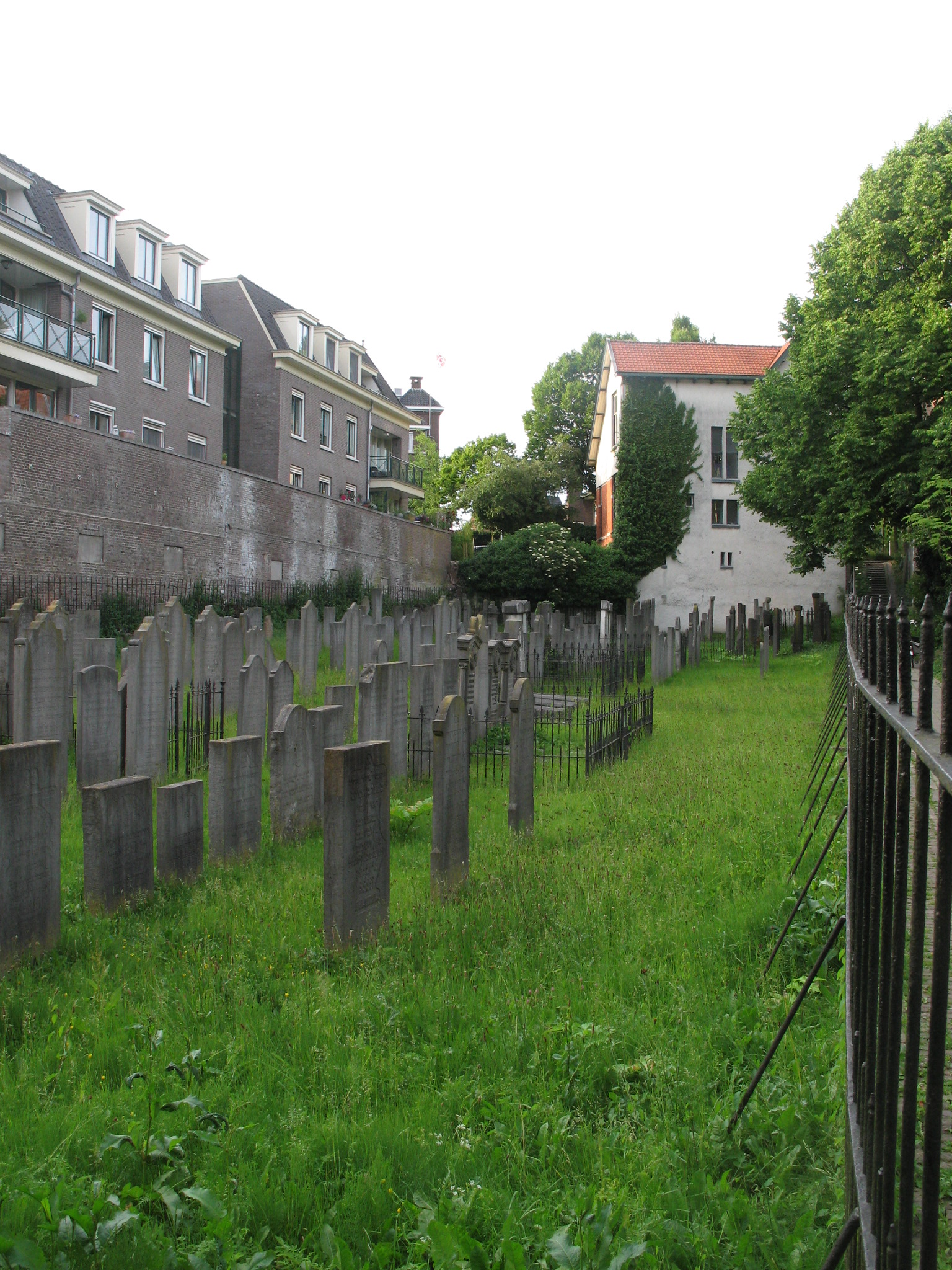
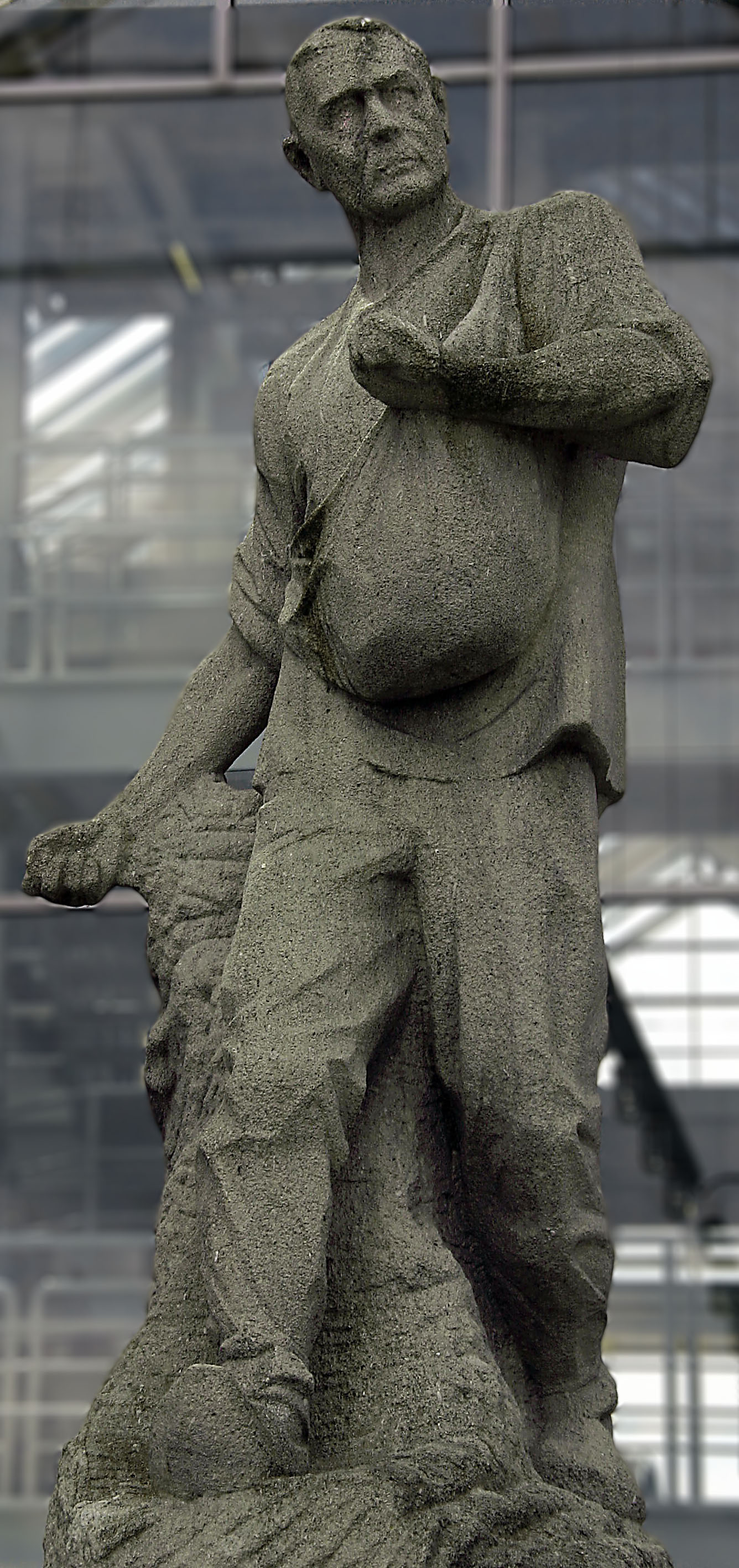
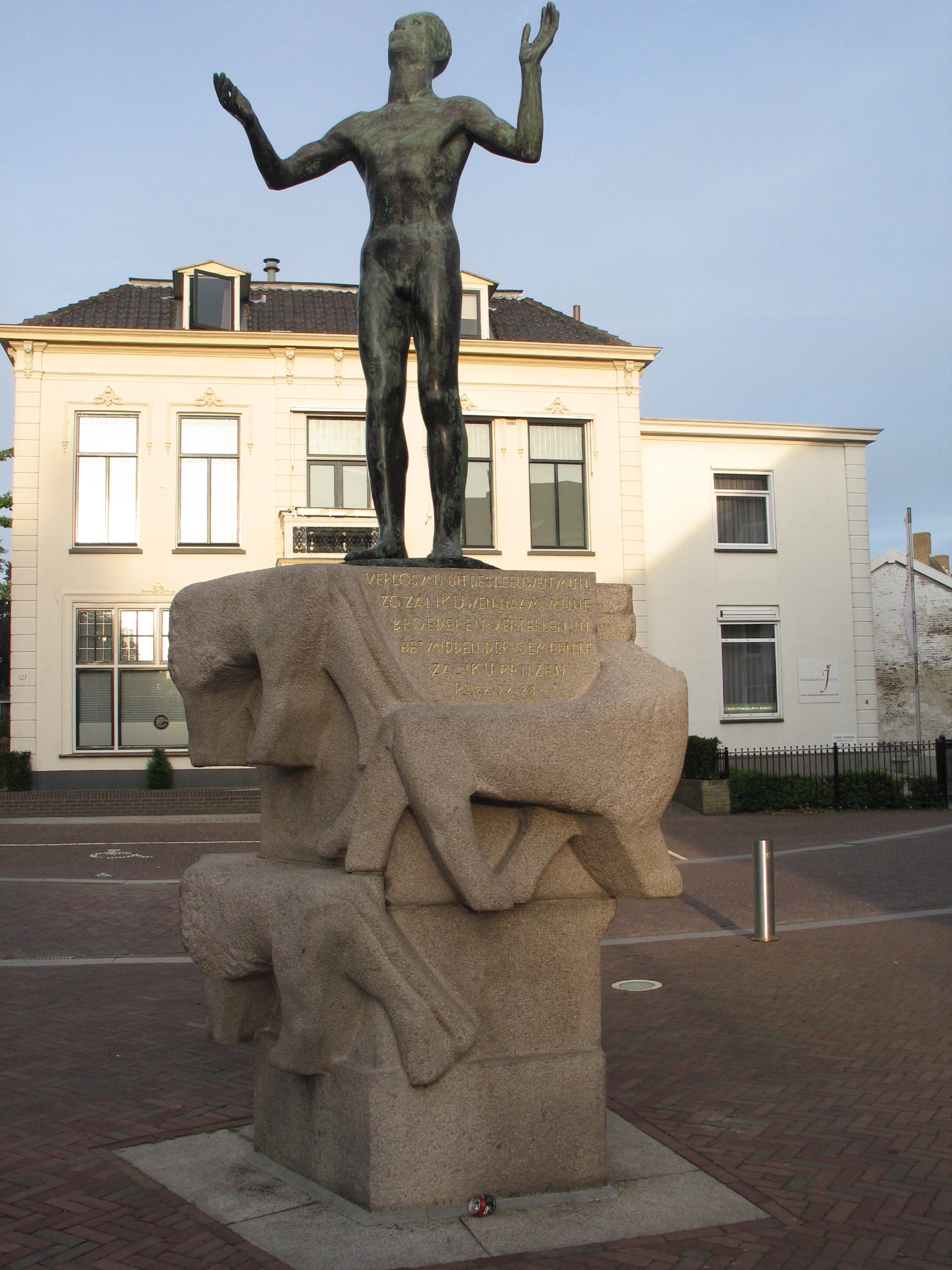
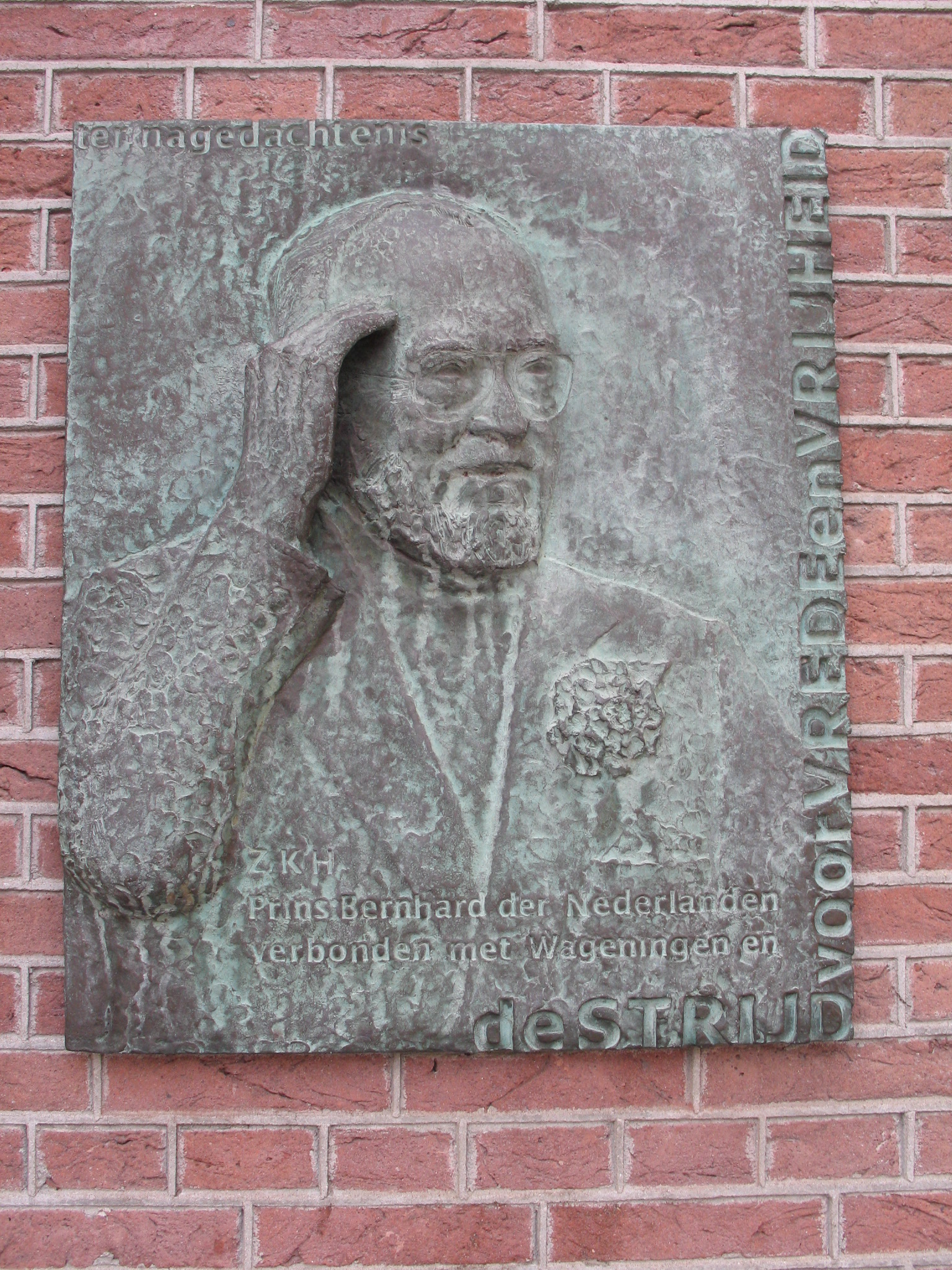
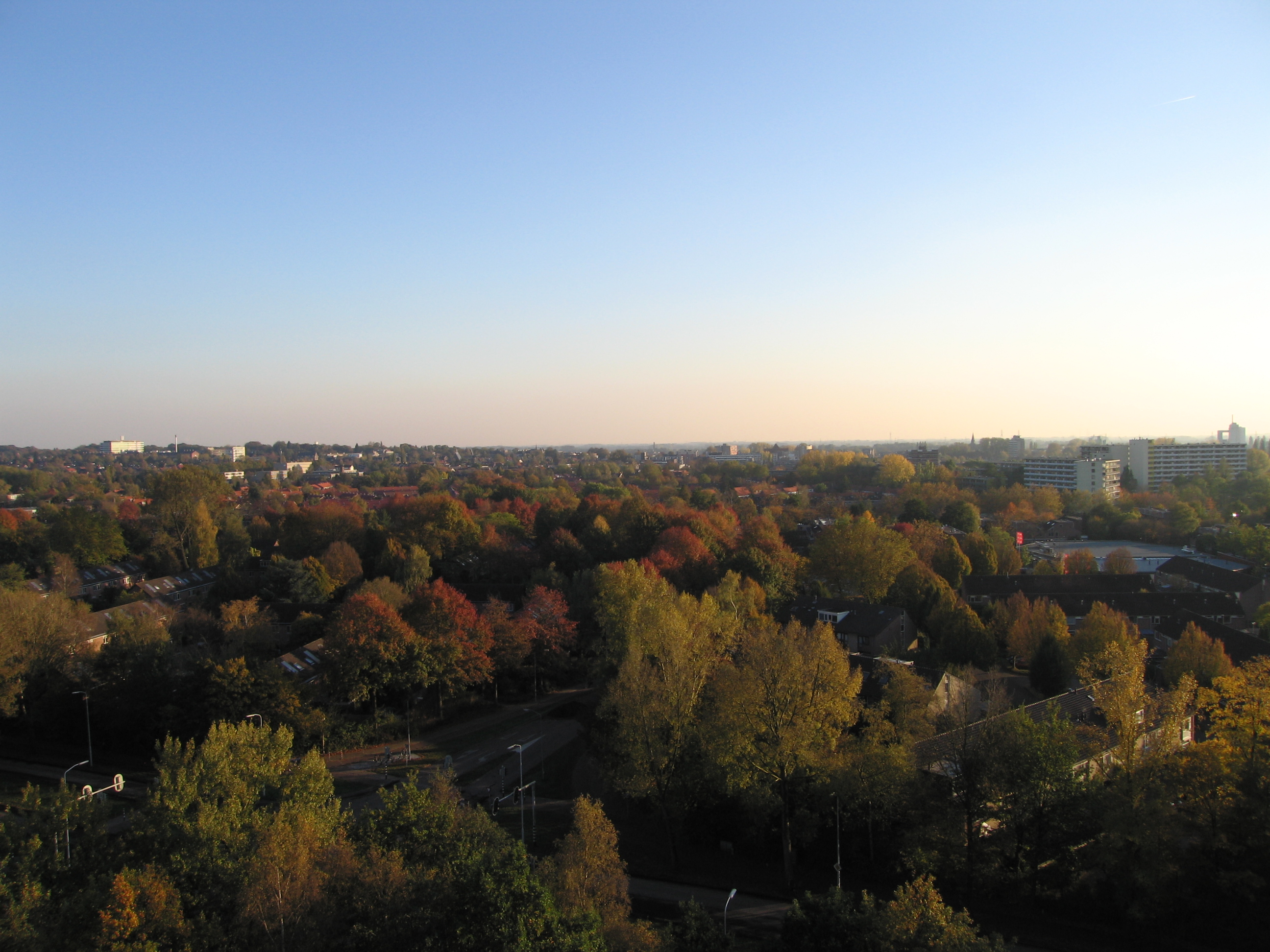
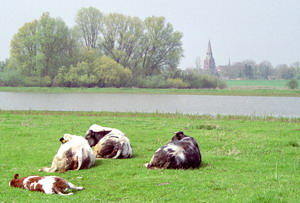
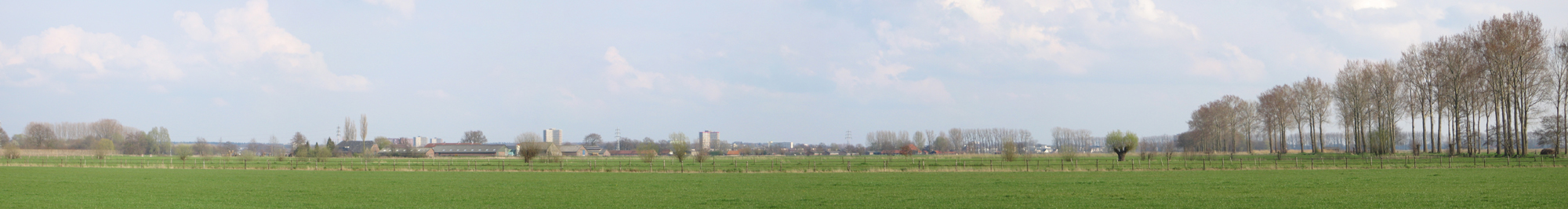
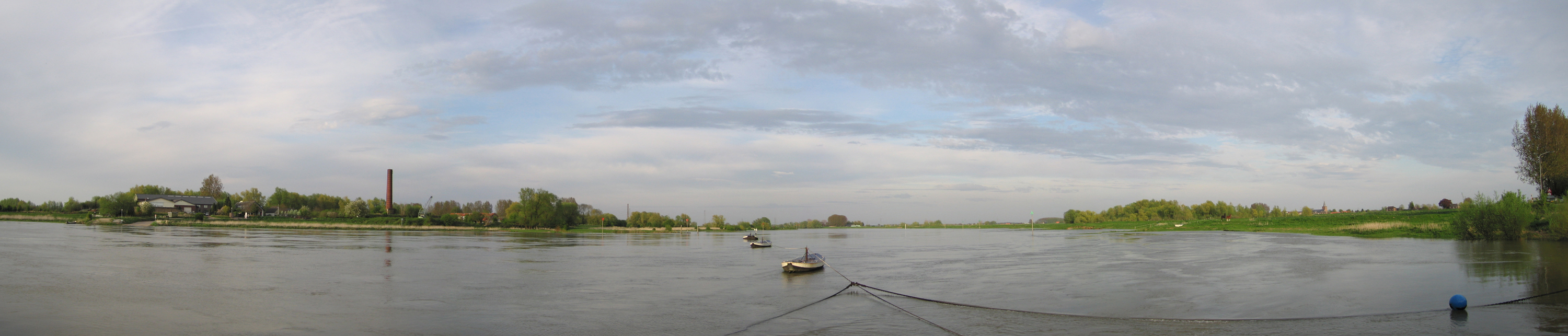
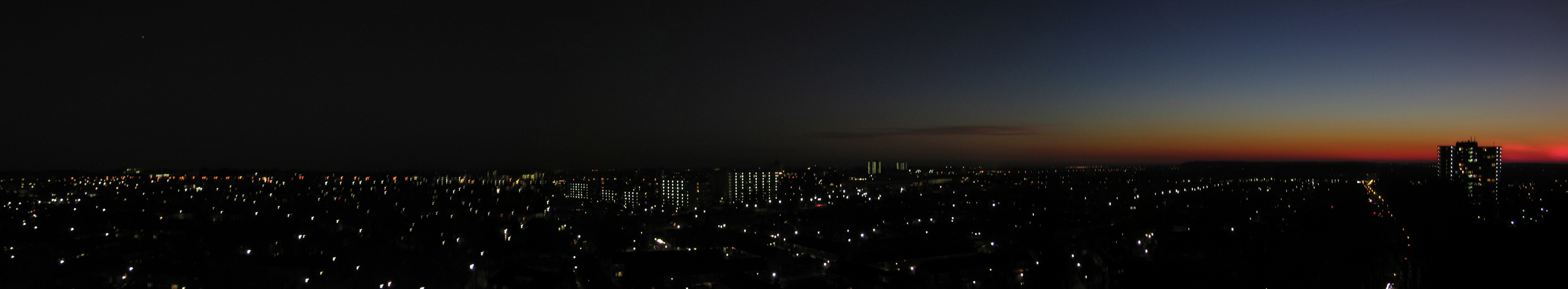
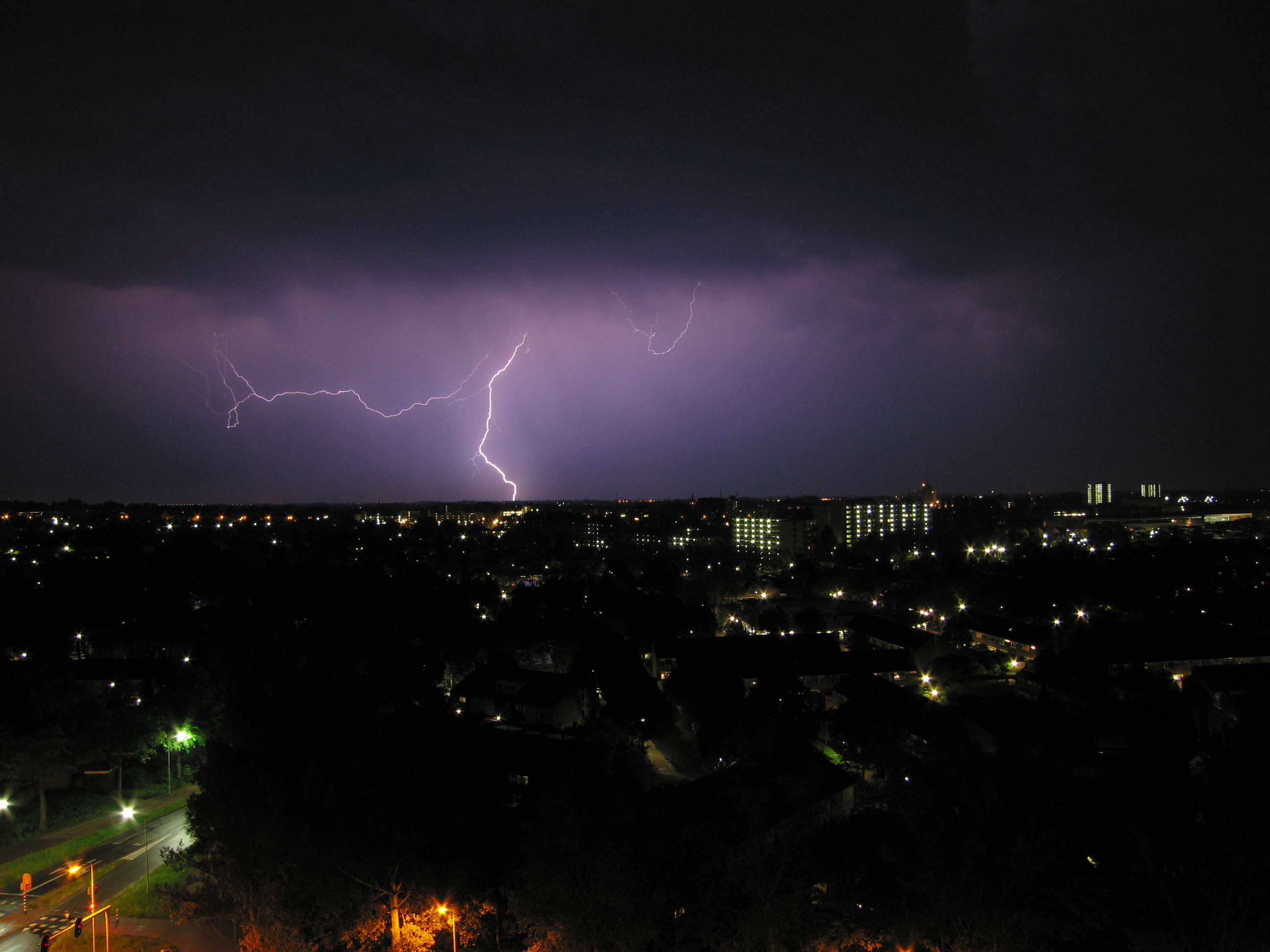
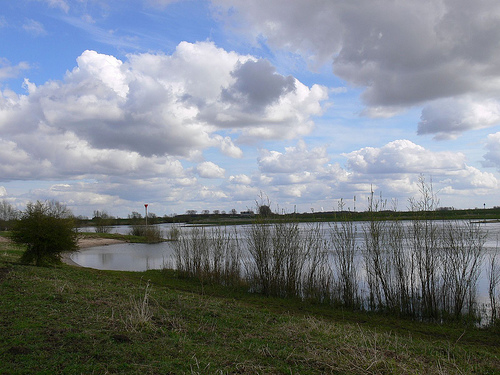